# Liga de Canadá de waterpolo femenino
La Liga de Canadá de waterpolo femenino es la competición más importante de waterpolo entre clubes canadienses femeninos.

## Historial
Estos son los ganadores de liga:
- 2010: Dollard Water Polo Club
- 2009: CAMO Montreal
- 2007: Dollard Water Polo Club
- 2006: CAMO Montreal
- 2005: CAMO Montreal
- 2004: Dollard Water Polo Club
- 2003: Pacific Storm
- 2002: Water polo les hydres de Ste-Foy
- 2001: Calgary Renegades
- 2000: CAMO Montreal
- 1999: CAMO Montreal
- 1998: CAMO Montreal
- 1997: CAMO Montreal
- 1996: Calgary Renegades
- 1995: CAMO Montreal
- 1994: CAMO Montreal
- 1993: CAMO Montreal
- 1992: CAMO Montreal
- 1991: Winnipeg Neptunes
- 1990: CAMO Montreal
- 1989: CAMO Montreal
- 1988: CAMO Montreal
- 1987: CAMO Montreal
- 1986: Water polo les hydres de Ste-Foy
- 1985: CAMO Montreal
- 1984: Water polo les hydres de Ste-Foy
- 1983: Water polo les hydres de Ste-Foy
- 1982: Water polo les hydres de Ste-Foy
- 1981: Montreal North
- 1980: Water polo les hydres de Ste-Foy
- 1979: Water polo les hydres de Ste-Foy
- 1978: Water polo les hydres de Ste-Foy
- 1977: Water polo les hydres de Ste-Foy